# 罗尔夫·萨克森
罗尔夫·萨克森 (英語：Rolf Saxon，1955年7月7日—) ，美国舞台、电影和电视演员。薩克森畢業於市政廳音樂及戲劇學院，曾在《職業特工隊》和《不可能的任務：最終清算》中饰演威廉·唐洛，同时他还是众多電子游戏、电影和电视节目的旁白。